# Серьогово (Княжпогостський район)
Серьогово (комі Серег-Ыб) — село в Княжпогостському районі Республіки Комі (Росія).
Перша письмова згадка про Серьогово датується 1582 роком, засноване під час проведення сольового промислу.
Станом на 2009 рік в селі проживав 551 житель.